# Sudecki uskok brzeżny

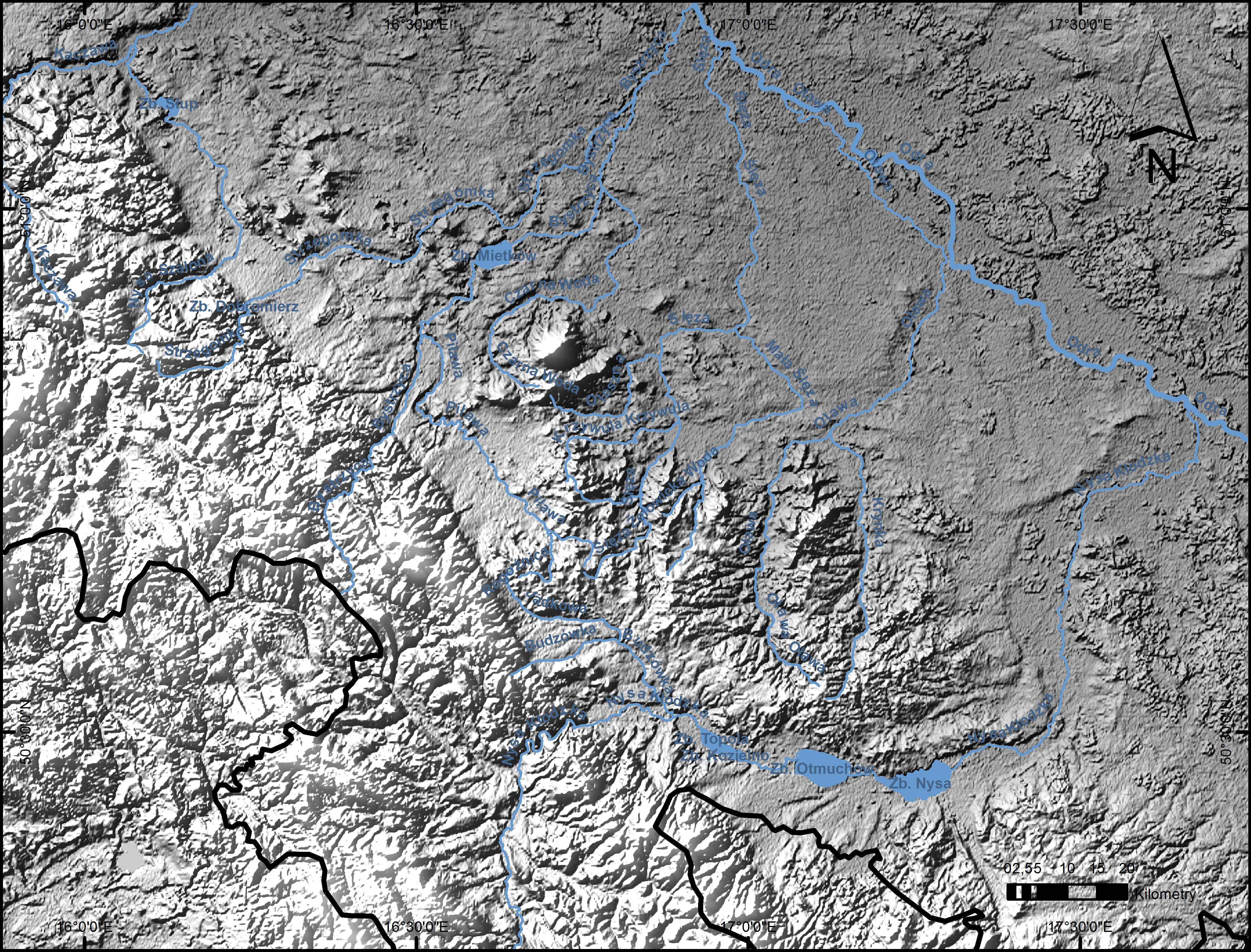
Uskok brzeżny, linia oddzielająca pofalowany obszar górzysty od wyrównanego, biegnąca od lewego górnego rogu zdjęcia, skośnie w dół.

Sudecki uskok brzeżny, uskok brzeżny – strefa nieciągłości o przebiegu ESE–WNW oddzielająca blok sudecki od bloku przedsudeckiego. Uskok ten istniał w czasie orogenezy hercyńskiej, a potem powtórnie – w trakcie orogenezy alpejskiej, gdy wzdłuż płaszczyzny uskoku doszło do tektonicznego podniesienia bloku sudeckiego względem bloku przedsudeckiego i uformowania się wyraźnego progu morfologicznego w postaci wypiętrzonych Sudetów i obniżonego Przedgórza Sudeckiego. Sudecki uskok brzeżny ciągnie się na długości przeszło 300 km, w tym na prawie połowie jego biegu jest widoczne wyniesienie morfologiczne południowego skrzydła. Główną fazę kenozoicznej aktywności tego uskoku i związanego z nią wypiętrzenie Sudetów wiąże się z późnym miocenem i z pliocenem, przy czym część badaczy wskazuje na znaczną aktywność także na przełomie pliocenu i czwartorzędu oraz w późnym czwartorzędzie. Ponieważ główna, kenozoiczna, aktywność uskoku jest młoda – plioceńsko-czwartorzędowa, to starsze jednostki geologiczne są przezeń przecięte, toteż skały np. metamorfiku kaczawskiego, bloku sowiogórskiego występują po obu stronach uskoku. Wyniesienie południowego skrzydła uskoku o kilkaset metrów spowodowało jednak, że utwory grubej pokrywy kenozoicznej na skrzydle północnym (na obszarze Przedgórza Sudeckiego) pozostały w większości niezerodowane i prawie wszędzie przykrywają skały starszych jednostek bloku dolnośląskiego, podczas gdy na skrzydle południowym (sudeckim) pokrywa ta została w większości zerodowana i starsze skały (paleozoiczne i mezozoiczne) odsłaniają się na powierzchni lub leżą pod cienką pokrywą czwartorzędu. Uskok ciągnie się od okolic Vidnavy (Czechy) do Złotoryi. Dalszy przebieg uskoku na wschód i na zachód jest hipotetyczny.